# Xiamen Diamond League 2024
Xiamen Diamond League 2024, właśc. Wanda Diamond League Xiamen 2024 – 2. edycja międzynarodowego mityngu lekkoatletycznego, który odbył się 20 kwietnia 2024 roku na Xiamen Egret Stadium w Xiamenie. Zawody były pierwszą odsłoną znajdującej się w kalendarzu Diamentowej Ligi, cyklu najbardziej prestiżowych mityngów lekkoatletycznych, organizowanych pod egidą World Athletics w sezonie 2024.

## Program mityngu
Źródło: xiamen.diamondleague.com.
| Godzina | Konkurencja                |
| ------- | -------------------------- |
| 17:35   | Skok wzwyż                 |
| 18:30   | Skok o tyczce              |
| 19:25   | Bieg na 5000 m             |
| 19:39   | Trójskok                   |
| 19:55   | Bieg na 800 m              |
| 20:27   | Bieg na 110 m przez płotki |
| 20:53   | Bieg na 100 m              |

| Godzina | Konkurencja                   |
| ------- | ----------------------------- |
| 17:42   | Rzut oszczepem                |
| 18:21   | Pchnięcie kulą                |
| 19:04   | Bieg na 400 m                 |
| 19:17   | Bieg na 100 m przez płotki    |
| 19:20   | Rzut dyskiem                  |
| 19:47   | Bieg na 200 m                 |
| 20:05   | Bieg na 3000 m z przeszkodami |
| 20:37   | Bieg na 1500 m                |

## Wyniki
| WR – rekord świata \| WL – najlepszy wynik na listach światowych w sezonie \| NR – rekord kraju \| PB – rekord życiowy \| SB – najlepszy wynik w sezonie MR – rekord mityngu |

### Mężczyźni
| Konkurencja                | 1. miejsce        | Rezultat       | 2. miejsce         | Rezultat    | 3. miejsce        | Rezultat    |
| Bieg na 100 m              | Christian Coleman | 10,13 SB       | Fred Kerley        | 10,17       | Ackeem Blake      | 10,20 SB    |
| Bieg na 800 m              | Marco Arop        | 1:43,61 WL     | Wycliffe Kinyamal  | 1:43,66 SB  | Tshepiso Masalela | 1:43,88 PB  |
| Bieg na 5000 m             | Lamecha Girma     | 12:58,96 MR SB | Nicholas Kipkorir  | 12:59,78 SB | Birhanu Balew     | 13:00,47 SB |
| Bieg na 110 m przez płotki | Daniel Roberts    | 13,11 WL       | Cordell Tinch      | 13,16 SB    | Shunsuke Izumiya  | 13,17 SB    |
| Skok wzwyż                 | Shelby McEwen     | 2,27 MR        | Mutazz Isa Barszim | 2,27 =MR SB | Hamish Kerr       | 2,24        |
| Skok o tyczce              | Armand Duplantis  | 6,24 WR        | Sam Kendricks      | 5,82        | Huang Bokai       | 5,72 SB     |
| Trójskok                   | Pedro Pichardo    | 17,51 MR SB    | Fabrice Zango      | 17,12       | Su Wen            | 16,82 SB    |

### Kobiety
| Konkurencja                   | 1. miejsce            | Rezultat         | 2. miejsce           | Rezultat         | 3. miejsce          | Rezultat    |
| Bieg na 200 m                 | Torrie Lewis          | 22,96 MR         | Sha’Carri Richardson | 22,99 SB         | Tamara Clark        | 23,01       |
| Bieg na 400 m                 | Marileidy Paulino     | 50,08 SB         | Natalia Kaczmarek    | 50,29 SB         | Britton Wilson      | 51,26       |
| Bieg na 1500 m                | Gudaf Tsegay          | 3:50,30 WL MR PB | Birke Haylom         | 3:53,22 AU20R PB | Worknesh Mesele     | 3:57,61 SB  |
| Bieg na 100 m przez płotki    | Jasmine Camacho-Quinn | 12,45 MR SB      | Devynne Charlton     | 12,49 SB         | Cyréna Samba-Mayela | 12,55 EL NR |
| Bieg na 3000 m z przeszkodami | Beatrice Chepkoech    | 8:55,40 WL MR    | Faith Cherotich      | 9:05,49 SB       | Peruth Chemutai     | 9:12,99 SB  |
| Pchnięcie kulą                | Gong Lijiao           | 19,72 MR SB      | Maddison-Lee Wesche  | 19,63 SB         | Chase Jackson       | 19,62       |
| Rzut dyskiem                  | Valarie Allman        | 69,80 MR SB      | Yaimé Pérez          | 68,83            | Feng Bin            | 67,07 SB    |
| Rzut oszczepem                | Dai Qianqian          | 61,25 MR         | Līna Mūze-Sirmā      | 58,91 SB         | Flor Ruíz           | 58,50 SB    |

## Rekordy
Podczas mityngu ustanowiono 3 krajowe rekordy w kategorii seniorów:
| Zawodnik            | Reprezentacja | Konkurencja                | Rezultat |
| ------------------- | ------------- | -------------------------- | -------- |
| Liu Dezhu           | Chiny         | bieg na 800 m              | 1:45,66  |
| Armand Duplantis    | Szwecja       | skok o tyczce              | 6,24     |
| Cyréna Samba-Mayela | Francja       | bieg na 100 m przez płotki | 12,55    |